# Сентинелски језик
Сентинелски језик је језик за који се претпоставља да га говори народ Сентинелци на острву Северни Сентинел у Индијском океану.